# Praia da Carreagem
Praia da Carreagem
A Praia da Carreagem, por vezes escrito Praia da Carriagem, é uma praia situada no município de Aljezur nas proximidades do Rogil e faz parte do Parque Natural do Sudoeste Alentejano e Costa Vicentina. Esta praia da Costa Vicentina é pouco frequentada e tem acesso por escadas (descida íngreme), mas não tem vigilância ou estruturas de apoio.
Oferece a possibilidade de observação de uma grande variedade da flora e fauna marítimas do Parque Natural.